# Devo
Devo — американская рок-группа, образованная в Акроне, Огайо, в 1972 году и завоевавшая репутацию одной из самых изобретательных и новаторских в новой волне.

## О группе
Группа использовала китчево-футуристический имидж и соответствующую тематику — пародии на научно-фантастические сюжеты, сатирико-сюрреалистические зарисовки, теория деэволюции (отсюда название).
Devo относят к числу пионеров видеоискусства, основы которого они начали разрабатывать ещё в 1973 году. Наивысшим достижением группы в Billboard Hot 100 остаётся сингл «Whip It» (1980, #14), однако степень влияния их на поп-экспериментаторов своего и следующих поколений намного выше коммерческих показателей.
В 70-е годы группа играла авангардную музыку, близкую к арт-панку, но уже с конца 70-х группа плавно переключилась на нью-вейв, что отчётливо видно во втором и третьем альбомах. Уже в начале-середине 80-х годов группа играла атональный синти-поп и стала известна как одна из передовых групп этого жанра. В мультипликационном фильме "Heavy Metal" 1981 года в титрах звучит их песня "Working in the Coal Mine"
В 1990 году группа издала альбом-сборник «Hardcore Devo 74-77» в двух частях, состоящий из записей группы в 1974—1977 годах и выдержанных в жанре арт-панка и экспериментального рока. Формально данный альбом можно считать первым в хронологии группы.
Группа прекратила своё существование в 1991 году, однако в 1996 музыканты вновь воссоединились, параллельно записывая саундтреки к кинофильмам и видеоиграм.
В 2010 году группа записывает альбом «Something for Everybody», первый альбом, записанный коллективом за последние 20 лет. В 2013 году вышло продолжение — электропанковый альбом «Something Else for Everybody», состоявший из записей, не вошедших в оригинальный альбом.
В 2014 году умер один из основателей и бессменный участник группы — гитарист и клавишник Боб Касале. На следующий год группа дала концертный тур «Hardcore Devo Live», посвящённый памяти Боба Касале, программа которого состояла из песен альбома «Hardcore Devo 74-77».

## Состав

### Текущий состав
- Джеральд Касале — вокал, бас-гитара, бас-синтезатор (1973—1991, 1996—наши дни)
- Марк Мазерсбо — вокал, синтезатор, гитара (1973—1991, 1996—наши дни)
- Боб Мазерсбо — вокал, гитара (1974—1991, 1996—наши дни)
- Джош Фриз — ударные (1996—наши дни)
- Джош Хагер — гитара, клавишные, бэк-вокал (2014—наши дни)

### Бывшие участники
- Боб Касале — гитара, клавишные, бэк-вокал (1973—1974, 1976—1991, 1996—2014; умер в 2014)
- Боб Льюис — гитара (1973—1974)
- Род Рейсман — ударные (1973)
- Фред Уэбер — вокал (1973)
- Джим Мазерсбо — электронная перкуссия (1973—1976)
- Алан Майерс — ударные (1976—1985; умер в 2013)
- Джош Манселл — ударные (2001)[6]
- Дэвид Кендрик — ударные (1985—1991, 2003—2004)

## Дискография

### Студийные альбомы
| Год  | Название                                       | Billboard 200 | UK Albums Chart |
| ---- | ---------------------------------------------- | ------------- | --------------- |
| 1978 | Question: Are We Not Men? Answer: We Are Devo! | 78            | 12              |
| 1979 | Duty Now for the Future                        | -             | -               |
| 1980 | Freedom of Choice                              | 22            | 47              |
| 1981 | New Traditionalists                            | 23            | 50              |
| 1982 | Oh, No! It's Devo                              | 47            | -               |
| 1984 | Shout                                          | 83            | -               |
| 1988 | Total Devo                                     | 189           | -               |
| 1990 | Smooth Noodle Maps                             | -             | -               |
| 1990 | Hardcore Devo: Volume One                      | -             | -               |
| 1991 | Hardcore Devo: Volume Two                      | -             | -               |
| 2010 | Something for Everybody                        | 30            | 164             |
| 2013 | Something Else for Everybody                   | 30            | 164             |

### Синглы
| Год                                  | Сингл                                                       | Позиция | Позиция | Позиция | Позиция | Позиция | Позиция | Сертификация             | Альбом                             |
| Год                                  | Сингл                                                       | US      | US D-P  | AUS     | CAN     | NZ      | UK      | Сертификация             | Альбом                             |
| ------------------------------------ | ----------------------------------------------------------- | ------- | ------- | ------- | ------- | ------- | ------- | ------------------------ | ---------------------------------- |
| 1976                                 | «Mongoloid»                                                 | —       | —       | —       | —       | —       | —       |                          | Be Stiff EP                        |
| 1977                                 | «(I Can’t Get No) Satisfaction»                             | —       | —       | 98      | —       | —       | 41      |                          | Be Stiff EP                        |
| 1978                                 | «Be Stiff»                                                  | —       | —       | —       | —       | —       | 71      |                          | Be Stiff EP                        |
| 1978                                 | «Jocko Homo»                                                | —       | —       | —       | —       | —       | 62      |                          | Q: Are We Not Men? A: We Are Devo! |
| 1978                                 | «Come Back Jonee»                                           | —       | —       | —       | —       | —       | 60      |                          | Q: Are We Not Men? A: We Are Devo! |
| 1979                                 | «The Day My Baby Gave Me a Surprize»                        | —       | —       | —       | —       | —       | —       |                          | Duty Now for the Future            |
| 1979                                 | «Secret Agent Man»                                          | —       | —       | —       | —       | —       | —       |                          | Duty Now for the Future            |
| 1980                                 | «Girl U Want»                                               | —       | —       | —       | —       | —       | —       |                          | Freedom of Choice                  |
| 1980                                 | «Whip It»                                                   | 14      | 8       | 77      | 11      | 11      | 51      | - Gold (US) - Gold (Can) | Freedom of Choice                  |
| 1980                                 | «Freedom of Choice»                                         | 103     | 8       | 71      | —       | —       | —       |                          | Freedom of Choice                  |
| 1981                                 | «Working in the Coal Mine»                                  | 43      | 30      | 20      | 17      | 8       | —       |                          | Heavy Metal (soundtrack)           |
| 1981                                 | «Beautiful World»                                           | 102     | —       | 14      | —       | 15      | —       |                          | New Traditionalists                |
| 1981                                 | «Through Being Cool»                                        | 107     | 32      | —       | —       | —       | —       |                          | New Traditionalists                |
| 1982                                 | «Peek-a-Boo!»                                               | 106     | 13      | 45      | —       | —       | —       |                          | Oh, No! It’s Devo                  |
| 1983                                 | «That’s Good»                                               | 104     | 6       | —       | —       | —       | —       |                          | Oh, No! It’s Devo                  |
| 1983                                 | «Theme from Doctor Detroit»                                 | 59      | 50      | 88      | —       | 42      | 98      |                          | Doctor Detroit (soundtrack)        |
| 1984                                 | «Here to Go»                                                |         | —       | 40      | —       | —       | —       |                          | Shout                              |
| 1984                                 | «Are U Experienced?»                                        | —       | —       | —       | —       | —       | —       |                          | Shout                              |
| 1988                                 | «Baby Doll»                                                 | —       | —       | —       | —       | —       | —       |                          | Total Devo                         |
| 1988                                 | «Disco Dancer»                                              |         | 45      | —       | —       | —       | —       |                          | Total Devo                         |
| 1990                                 | «Post Post-Modern Man»                                      |         | 26      | —       | —       | —       | —       |                          | Smooth Noodle Maps                 |
| 2007                                 | «Watch Us Work It»                                          | —       | —       | —       | —       | —       | —       |                          | Something for Everybody            |
| 2009                                 | «Don’t Shoot (I’m a Man)»                                   | —       | —       | —       | —       | —       | —       |                          | Something for Everybody            |
| 2010                                 | «Fresh»                                                     | —       | —       | —       | —       | —       | —       |                          | Something for Everybody            |
| 2010                                 | «Greetings from Akron, Ohio» (Split 7" with The Black Keys) | —       | —       | —       | —       | —       | —       |                          | non-album single                   |
| «—» значит не занимал место в чарте. |                                                             |         |         |         |         |         |         |                          |                                    |

### Сборники
- E-Z Listening Disc (1987)
- Devo’s Greatest Hits (1990)
- Devo’s Greatest Misses (1990)
- Hardcore Devo: Volume One (1990)
- Hardcore Devo: Volume Two (1991)
- Hot Potatoes: The Best of Devo (1993)
- Adventures of the Smart Patrol (1996)
- Chef Aid: The South Park Album (1998)
- Pioneers Who Got Scalped (2000)
- Recombo DNA (2000)
- Whip It and Other Hits 2001
- The Essentials (2002)

### Сторонние проекты
- P’Twaaang!!! (The Wipeouters) (2001)
- Devo 2.0 (Devo 2.0) (2006)
- Army Girls Gone Wild (Jihad Jerry & the Evildoers) (2006)
- Mine is Not a Holy War (Jihad Jerry & the Evildoers) (2006)
- She is Just a Girl, Tankgirl Main Theme (1995)

## Кавер-версии
- Курт Кобейн называл Devo в числе своих любимых исполнителей. Его кавер-версия песни Devo «Turnaround» была включена в альбом-компиляцию Nirvana Incesticide (1992). Также существует кавер-версия известного хита Devo — «Whip It».
- На композицию «Mongoloid» кавер-версии, в числе прочих, сделали Sepultura, Valkyrians и Demolition Hammer.
- Существует кавер-версия песни «Whip It» от группы Love and Death Брайана Уэлча (экс-гитарист Korn).
- Американская группа A Perfect Circle записала кавер-версию на песню «Freedom of Choice».